# Crambus pseudargyrophorus
Crambus pseudargyrophorus  (лат.) — вид чешуекрылых насекомых из семейства огнёвок-травянок.
Распространён в Хабаровском и Приморском краях, Амурской области, Японии и Китае. Бабочки встречаются с июля по август. Размах крыльев 22—25 мм. На передних крыльях имеется срединная продольная полоса, наружный край которой закруглён, зубчик на её нижнем крае небольшой.